# محله چینی‌ها (سان فرانسیسکو)
محلهٔ چینی‌ها یا چاینا تاون (چینی: 唐人街; ماندارین پین‌یین: tángrénjiē; جیوت‌پینگ: tong4 jan4 gaai1) به مرکزیت خیابان گرانت و خیابان استاکتون در شهر سان فرانسیسکو و در ایالت کالیفرنیا قرار دارد.
این محلهٔ چینی‌ها، قدیمی‌ترین محلهٔ چینی‌ها در آمریکای شمالی و بزرگ‌ترین اجتماع چینی در بیرون از آسیا است.
محلهٔ چینی‌ها به محله‌ای از شهرها، مخصوصاً شهرهای بندری، گفته می‌شود که در خارج از چین واقع هستند و چینی‌ها در آن جمع شده‌اند و بخش قابل ملاحظه‌ای از جمعیت آن را تشکیل می‌دهند.